# (578) Happelia
(578) Happelia – planetoida z pasa głównego asteroid okrążająca Słońce w ciągu 4 lat i 207 dni w średniej odległości 2,75 j.a. Została odkryta 1 listopada 1905 roku w Landessternwarte Heidelberg-Königstuhl w Heidelbergu przez Maxa Wolfa. Nazwa planetoidy pochodzi od Carla Happela, niemieckiego malarza i ofiarodawcy na obserwatorium w Heidelbergu. Przed jej nadaniem planetoida nosiła oznaczenie tymczasowe (578) 1905 RZ.